# Carlos Desnaux
Carlos Suillars de Desnaux o Carlos Desnaux (nacido Charles Souvillard Desnaux, siglo XVIII) fue un ingeniero militar español, de origen suizo, al servicio de la  Corona Española, y uno de héroes en la defensa de Cartagena de Indias ante el ataque británico en 1741.

## Carrera militar
Tras un periodo como Teniente de Suizos en 1719 ingresó en el Real Cuerpo de Ingenieros y en 1720 fue nombrado por Felipe V Ingeniero Ordinario de Exércitos, Fronteras y Plazas, concediéndosele además el grado de Teniente de Infantería, lo que le daba capacidad para mandar tropas españolas.

### Cartagena de Indias
Tras estallar la Guerra del Asiento y ya con el rango de Coronel, el Virrey de Nueva Granada Sebastián de Eslava le encarga en enero de 1741 que examine la fortaleza de San Luis de Bocachica, a la entrada de la bahía de Cartagena de Indias, y de las tres baterías cercanas (Chamba, San Felipe y San Luis) con el fin de evaluar su estado ante un posible ataque británico (el cual se produciría un mes y medio después de dicha inspección, ver: sitio de Cartagena). Desnaux emite entonces un informe muy desfavorable sobre la fortaleza, cuya construcción, iniciada en 1728, se había abandonado tras la muerte del ingeniero Juan Herrera y Sotomayor en 1732, sin completar el proyecto original. Sin perder tiempo ordena que se talen los árboles cercanos al fuerte y que se emprendan obras para reforzarlo, además de convertirse en castellano del mismo.
El 13 de marzo se divisa el primer barco británico al este de Cartagena y el 18 sale para la batería de la Chamba para hacer frente a un posible desembarco. El desembarco no se produce pero tras hacer guardia durante una noche allí decide abandonar la posición, por estar demasiado expuesta, y que sus cañones se lleven al castillo.